# Duff Abrams
Duff A. Abrams (Illinois, 1880 – New York, 1965) was een Amerikaans onderzoeker op het gebied van de samenstelling en eigenschappen van beton.
Abrams was onderzoeker, hoogleraar, en directeur van het onderzoekslaboratorium Portland Cement Association te Chicago. Hij deed baanbrekend onderzoek naar de invloed van de samenstelling van betonspecie op de sterkte van het eindproduct.
De belangrijkste resultaten van zijn onderzoek waren:
- het definiëren van de fijnheidsmodulus
- het definiëren van de water-cementfactor
- de beproevingsmethode van de plasticiteit van betonspecie met behulp van de naar hem genoemde kegel van Abrams

De relatie tussen de water-cementfactor en de betondruksterkte werd door Abrams vastgesteld door uitgebreid experimenteel onderzoek en voor het eerst in 1918 beschreven.
Duff Abrams was van 1930 tot 1931 president van de American Concrete Association (ACI).

## Voetnoten
1. ↑  D.A. Abrams, Design of Concrete Mixtures, Bulletin 1, Structural Materials Research Laboratory, Lewis Institute, Chicago, 1918.